# Zhang Fengliu
Zhang Fengliu (förenklad kinesiska: 张凤柳; traditionell kinesiska: 張鳳柳; pinyin: Zhāng Fèng Lǐu), född den 15 november 1989 i Liaoning, är en kinesisk brottare.
Hon tog OS-brons i tungvikt i samband med de olympiska tävlingarna i brottning 2016 i Rio de Janeiro.